# 1901 (роман)
«1901» (англ. 1901) — альтернативно-історичний роман американського письменника-фантаста Роберт Конрой. Дебютний роман Конроя, колишнього бізнесмена та професора економіки зі штату Мічиган.
Вперше опублікований у твердій палітурці видавництвом Lyford Books у червні 1995 році, у серпні того ж року роман видав Книжковий клуб наукової фантастики, а у 2004 році видавництво Presidio Press випустило роман у м'якій обкладинці. У романі описується вигадане вторгнення Німеччини до Сполучених Штатів у 1901 році, незабаром після того, як Вільям Мак-Кінлі вдруге вступив на посаду Президента США.
Сюжет розгортається навколо реальної дипломатичної кризи між США та Німецької імперії, яка на початку XX століття наблизила ці країни до війни. Джерелом натхнення для Конроя при написанні роману слугували реальні публікації планів вторгнення Німеччини на територію США.

## Сюжет
У 1901 році Сполучені Штати все ще переживають наслідки своєї недавньої перемоги в іспано-американській війні, яка завершилася за три роки до цього. Проте армія США все ще невелика; значні її сили знаходяться на щойно захоплених територіях Філіппін та Куби.
Німеччина, під Кайзером Вільгельмом II, вимагає передати їй частину території США, щоб конкурувати з Британською імперією. Після відмови це зробити німці оголошують війну США і розпочинають вторгнення на її територію.
Вони висаджують війська на південному березі Лонг-Айленда, у Нью-Йорку. Незабаром під натиском німців капітулюють Бруклін та Мангеттен, після цього вони висаджуються в Коннектикуті.
Президент Вільям Мак-Кінлі, через постійний стрес, зазнає раптового серцевого нападу й помирає, в результаті чого віце-президент Теодор Рузвельт стає новим президентом США. Рузвельт намагається врятувати ситуацію, відкликаючи декількох генералів й повертаючи до служби декількох колишніх товаришів з Куби, включаючи генералів Леонарда Вуда, Джона Першинга та Фрідріха Ф'юстона. Проте в першій же великій битві проти Німеччини вони зазнають поразки, а розпорошений американський флот також не може допомогти. Сполучене Королівство потайки постачає погано озброєним американцям сучасну вогнепальну зброю та боєприпаси.
Американці повільно оговтуються від початкового шоку. На морі, американський броненосець USS Alabama стикається з трьома німецькими крейсерами, які бомбардують Джексонвілл, штат Флорида. Тим часом у штаті Коннектикут американський загін, який очолює Ф'юстон, атакує з засідки німецький патруль і завдає тому величезних втрат. Ця перемога піднімає моральний дух американців, але війна незабаром заходить у тупикову ситуацію.
Німці створюють захищений плацдарм між річками Гудзон і Гузатонік з одного боку та фортифікаційними спорудами центральної частини штату Нью-Йорку. Генерал Нельсон Майлз атакує німецькі позиції вздовж Хосатоніку, як і під час Громадянської війни, але зазнає поразки.
Рузвельт вирішує, що США повинні стати повноцінною військовою силою, якщо буде досягнута перемога. Він замінює Майлза 80-річним колишнім генералом-конфедератом Джеймсом Лонгстрітом та залучає генерала Артура Мак-Артура, молодшого з Філіппін, щоб стати польовими командирами армії США.
Тим часом армія американських індіанців-добровольців та інші штурмовики руйнують німецькі лінії. На морі ВМС США розпочинає несподівані напади на німецькі конвої в Ла-Манші, й, ближче до американського узбережжя, знищуючи порожні транспортні засоби, які повертаються до Німеччини. Попри тупикову ситуацію на фронті, напади завдають шкоди німецькому моральному духу.
Потім американські військово-морські сили торпедували човни та підводний човен Holland, знищивши три ворожі судна, зменшивши флот противників з шістнадцяти до тринадцяти бойових кораблів, а німецька лінія постачання практично припинила роботу. Верхівка німецького командування відправляє величезний конвой через Атлантичний океан, як для підкріплення, так і за припасами, сподіваючись загнати в пастку американський флот. Проте німецький план зазнає невдачі, а конвой було знищено.
Німецька армія готується до масованого наступу, сподіваючись знищити американську лінію оборони і розгромити правий фланг американців. Після масового артилерійського обстрілу німці відтісняють американців і створюють величезний розрив в їх лінії оборони, змушуючи армію США розпочати відступ. Потім з'являється ударна група з чотирьох загонів, яка рухається по оголеному німецькому флангу та захоплює в полон командування німців. Новини про морські та військові поразки досягають Німеччини, вибухає повстання, яке скидає Вільгельма II і ставить на престол його сина, Вільгельма III, як маріонеткового правителя. Новий німецький уряд закликає до миру, припиняє війну.
В той час як американці святкують свою перемогу над загарбниками, нова керівна хунта Німеччини, яка називає себе Третім рейхом, вирішує, що ідея колоніальної імперії була безглуздою, отож вона розробляє план розширити німецького життєвого простору коштом Європи, а євреї та слов'яни розглядаються ними як витратний матеріал.